# Fresalesatrice

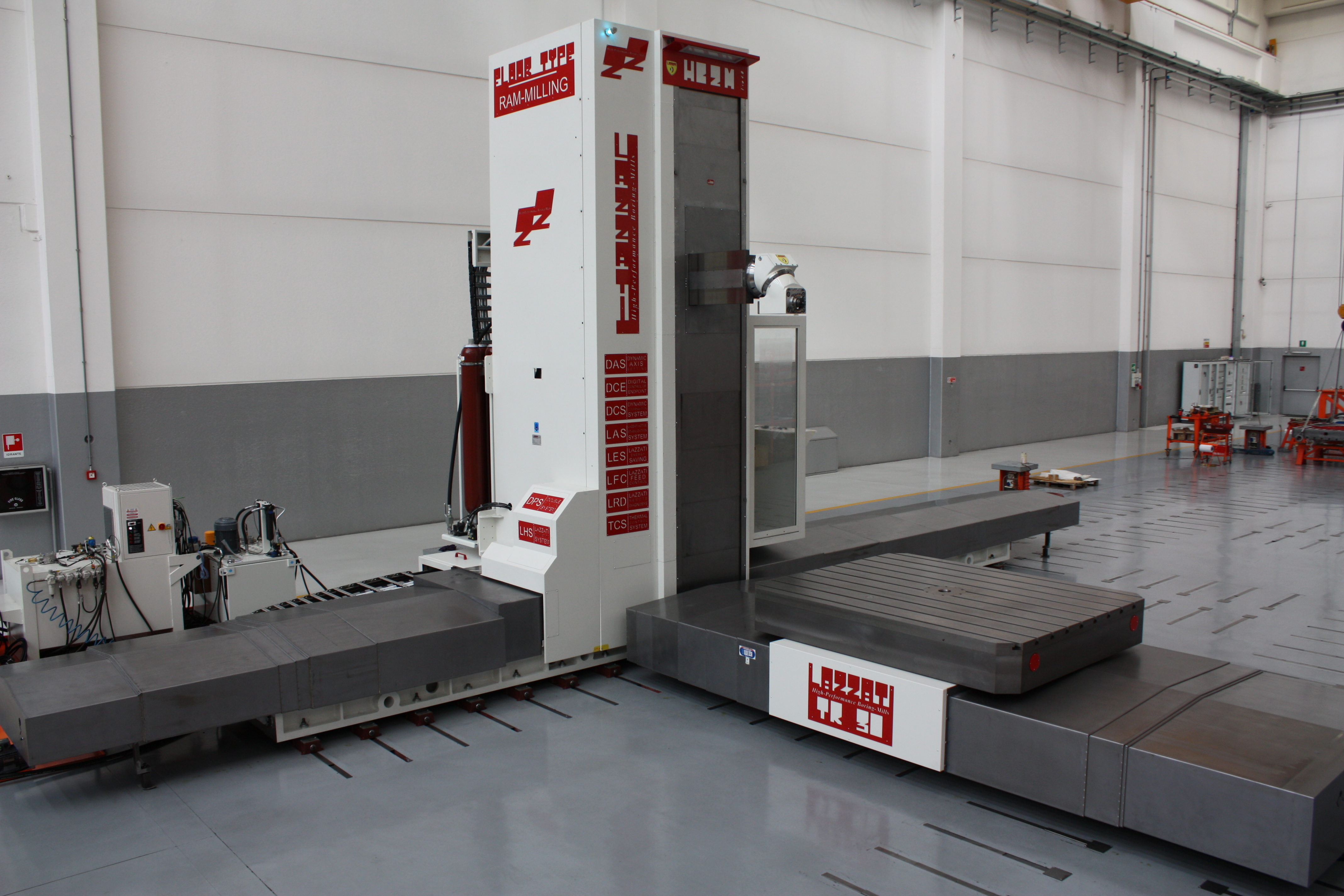
Esempio di Fresalesatrice a Montante Mobile LAZZATI modello HB 2M Evo4.0 completa di tavola roto-traslante, cambio utensili automatico e testa universale automatica

La fresalesatrice è una macchina utensile che combina le funzioni di fresatura e alesatura, utilizzata per lavorare superfici piane, scanalature e fori di precisione su componenti metallici o di altri materiali. Questa macchina è impiegata in settori industriali come l’aeronautica, l’energetico, la meccanica pesante, la lavorazione generale e la produzione di stampi e matrici, dove è richiesta alta precisione e versatilità. Rispetto alla fresatrice e all'alesatrice, la fresalesatrice permette di eseguire più operazioni di fresatura e alesatura alla volta, riducendo così i tempi di lavorazione e migliorando l’efficienza produttiva.

## Storia

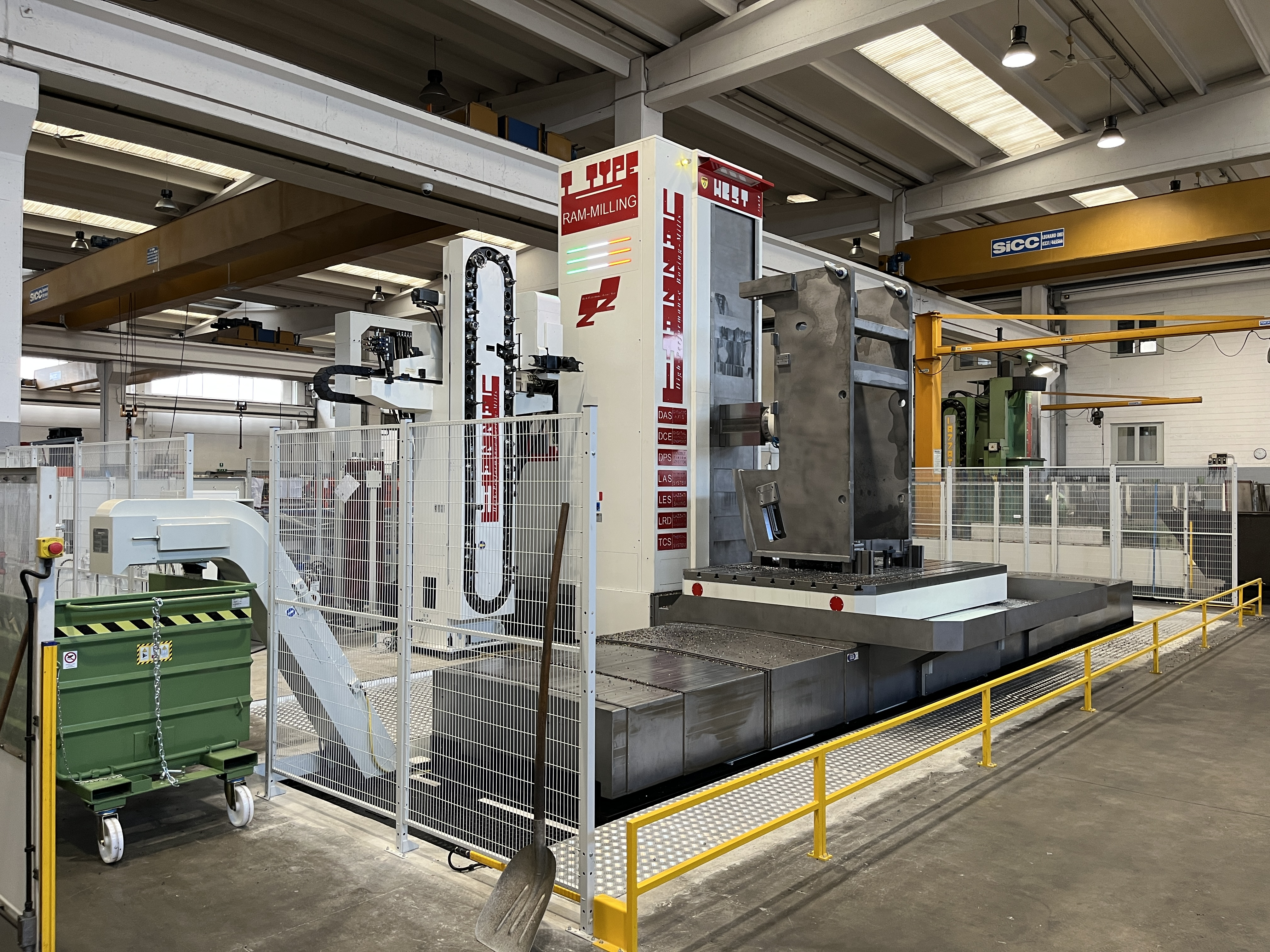
Esempio di Fresalesatrice a Montante Mobile a T e Tavola Girevole in continuo marca LAZZATI modello HB 5T Evo4.0 installata in fondazione, completa di protezioni antinfortunistiche e in lavorazione presso un utilizzatore finale

Le fresalesatrici derivano dall’evoluzione delle fresatrici e delle alesatrici nel XIX secolo, quando l’industrializzazione ha richiesto macchine versatili per lavorazioni complesse. L’introduzione del controllo numerico computerizzato (CNC) negli anni ’60 ha migliorato la precisione dei processi di automazione. L’adozione di tecnologie tipiche dell'industria 4.0, come il monitoraggio in tempo reale e la manutenzione predittiva, ha ulteriormente migliorato le prestazioni delle fresalesatrici, rendendole strumenti chiave nella produzione moderna.

## Funzionamento
La fresalesatrice opera attraverso un mandrino che supporta utensili per fresatura  (ad esempio frese a candela) o alesatura  (ad esempio barre di alesatura). Il movimento dell’utensile avviene lungo più assi (generalmente 3-5), controllati manualmente o tramite controllo numerico computerizzato.
La fresatura rimuove materiale dal pezzo in lavorazione per creare superfici piane o sagomate, mentre l’alesatura ingrandisce fori esistenti con tolleranze ristrette. Le moderne fresalesatrici utilizzano guide idrostatiche, che impiegano un film d’olio per eliminare l’attrito, garantendo precisione centesimale e stabilità rispetto ai vecchi sistemi precedenti su guide lineari a rulli, soggette a vibrazione, o tradizionali, soggette a usura.

## Tipi
Esistono diversi tipi di fresalesatrici:
- Fresalesatrice universale: consente operazioni di fresatura e alesatura su pezzi di medie dimensioni, con movimenti multi-asse per lavorazioni versatili.

- Fresalesatrice a banco fisso: utilizzata per componenti pesanti, in settori come la meccanica pesante e l’energetico.
- Fresalesatrice a portale: progettata per pezzi di grandi dimensioni, come quelli aeronautici o per stampi e matrici.
- Fresalesatrice a controllo numerico computerizzato: dotata di controllo numerico computerizzato per lavorazioni automatizzate ad alta precisione, spesso integrata con sistemi di manutenzione intelligente.
- Fresalesatrice a controllo numerico computerizzato a montante mobile: offre flessibilità per lavorazioni su pezzi di medio grosse dimensioni, con il montante che si sposta lungo l’asse trasversale detto asse X.
- Fresalesatrice a controllo numerico computerizzato a montante a T: garantisce stabilità per lavorazioni pesanti e di precisione su pezzi di medio piccole dimensioni, caratterizzata da una struttura a T, tipicamente dotata di tavole girevoli e con il montante che si sposta lungo l’asse longitudinale detto asse Z.

## Applicazioni
Le fresalesatrici sono utilizzate in diversi ambiti industriali, tra cui:
- Aeronautica: per la produzione di componenti strutturali e turbine, dove la precisione è cruciale.
- Energetico: per la lavorazione di turbine eoliche e componenti per centrali nucleari.
- Meccanica pesante: realizzazione di macchinari industriali e strutture metalliche.
- Lavorazione generale: per la produzione di pezzi meccanici di precisione per varie applicazioni.
- Stampi e matrici: per la creazione di stampi per l’automotive e l’industria delle materie plastiche.

## Vantaggi rispetto alle fresatrici tradizionali
- Versatilità: combinazione di fresatura e alesatura in un'unica macchina, riducendo la necessità di attrezzature multiple con possibilità di montare teste automatiche per fresatura a 3+2 o 5 assi.
- Precisione: controllo numerico computerizzato, azionamenti e motori moderni insieme alle migliorie date dalle guide idrostatiche pre-caricate garantiscono tolleranze ristrette e finiture superficiali di alta qualità.
- Efficienza: i sistemi a controllo numerico computerizzato, tecnologie meccatroniche e tecnologie Industria 4.0 ottimizzano i tempi di produzione, riducono i fermi macchina e generano efficienza energetica.
- Durata: l’assenza di contatto meccanico nelle guide idrostatiche e la gestione ottimizzata prolungano la vita della macchina.

### Tecnologie Moderne
Le fresalesatrici attuali integrano il controllo numerico computerizzato con soluzioni Industria 4.0, come sistemi di monitoraggio basati su IoT per la gestione in tempo reale delle prestazioni. Interfacce touch intuitive migliorano l’operatività, mentre sistemi di controllo digitale ottimizzano i processi di lavorazione e si stanno evolvendo intelligenze artificiali a supporto dell’operatore per l’efficienza di sfruttamento sia operativa che energetica delle stesse.

## Produttori di fresalesatrici[4]
Alcuni produttori noti di fresalesatrici includono aziende specializzate nel settore delle macchine utensili, come Lazzati, Pama, FPT Industrie, Jobs o Parpas, che producono fresalesatrici ad alte prestazioni per applicazioni industriali. Produttori esteri tra i più noti sono SHW, Soraluce, Nicolas Correa, Zayer, Tos Kurim.

## Normativa e standard

### Europa
Nell'Unione Europea alle fresalesatrici si applicano le norme sulla marcatura CE, tra cui (ma non solo) la Direttiva Macchine, in quanto rientrano nella definizione di "macchina" fornita dalla stessa direttiva.
Alcune norme tecniche che riguardano nello specifico la sicurezza delle alesatrici sono:
- UNI ISO 3070-1 Macchine utensili - Prescrizioni di collaudo per alesatrici fresatrici con mandrino orizzontale - Parte 1: Macchine a montante fisso e tavola mobile[11]
- UNI ISO 3070-2 Macchine utensili - Prescrizioni di collaudo per alesatrici fresatrici con mandrino orizzontale - Parte 2: Macchine a montante mobile lungo l'asse X (tipo piano)[12]
- UNI ISO 3070-3 Macchine utensili - Prescrizioni di collaudo per alesatrici con mandrino orizzontale - Parte 3: Macchine a montante mobile e tavola mobile[13]

Alle fresalesatrici si applicano inoltre le norme tecniche sulla sicurezza delle macchine in generale e delle macchine utensili, ad esempio la norma UNI EN ISO 16090-1 Sicurezza delle macchine utensili - Centri di lavoro, fresatrici, macchine transfer - Parte 1: Requisiti di sicurezza.